# Werner Marx (Politiker, 1924)

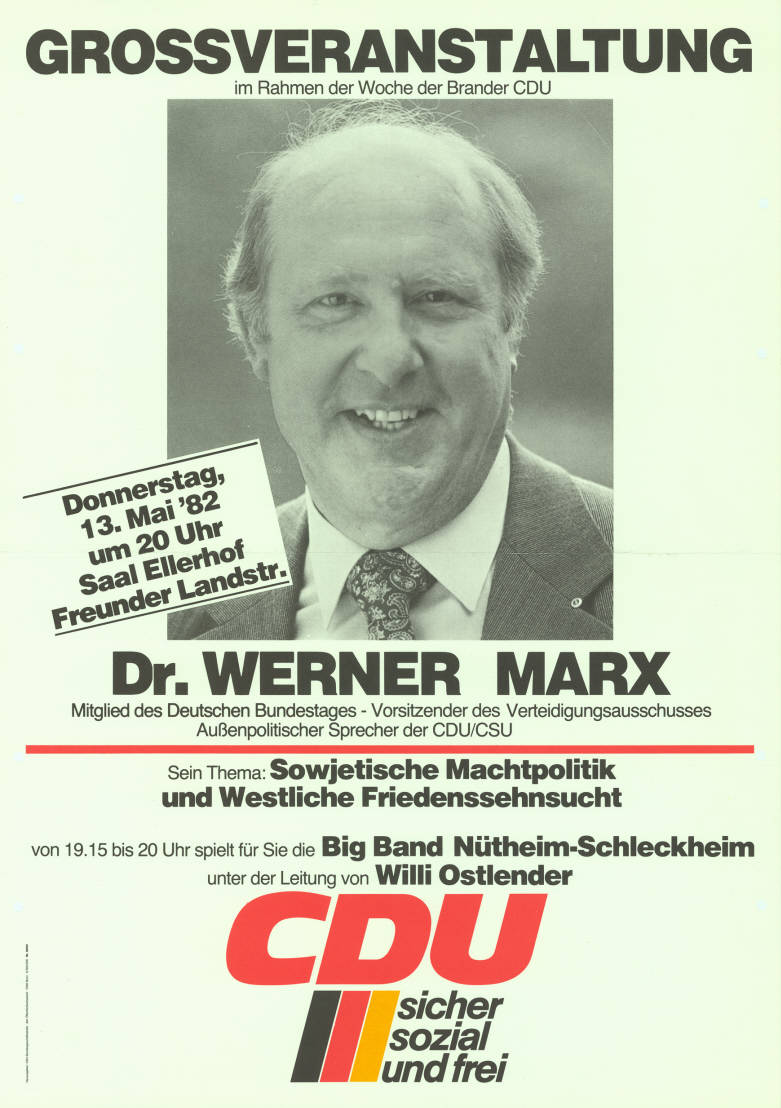
Werner Marx spricht zum Thema Sowjetische Machtpolitik und westliche Friedenssehnsucht (1982)

Werner Marx (* 15. November 1924 in Edenkoben; † 12. Juli 1985 in Bonn) war ein deutscher Politiker (CDU).

## Ausbildung
Marx besuchte das Gymnasium in Ludwigshafen am Rhein, dessen Besuch er 1942 unterbrechen musste, um am Zweiten Weltkrieg teilzunehmen; beim Einsatz wurde er schwer verwundet. Mit Verspätung legte er 1947 in Speyer das Abitur ab. Im gleichen Jahr trat er in die CDU ein. Er studierte Philosophie, Geschichte und Geographie in Tübingen und München. 1954 wurde er in München mit der Dissertation Die pfälzischen Abgeordneten im bayerischen Landtag, insbesondere beim ersten Landtag der Reaktionszeit 1849/50 zum Dr. phil. promoviert.
Während seiner Studienzeit wurde Marx Mitglied der katholischen Studentenverbindungen AV Guestfalia Tübingen und der K.D.St.V. Trifels München im CV.

## Beruf
Ab 1955 arbeitete Marx als Journalist für die damalige Bonner Rundschau. 1956 wurde er persönlicher Referent von Otto Lenz, der vormals Staatssekretär gewesen war und nun im Deutschen Bundestag saß. 1958 wurde Marx Referent für Psychologische Kriegsführung im Bundesministerium der Verteidigung, 1959 Pressereferent im rheinland-pfälzischen Kultusministerium. 1960 wechselte er in den Führungsstab der Streitkräfte. Von 1965 bis 1972 war er 1. Vorsitzender der Studiengesellschaft für Zeitprobleme.
Von 1966 bis 1972 leitete er den Bundesfachausschuss Verteidigungspolitik und von 1969 bis 1980 den Arbeitskreis V der CDU/CSU-Bundestagsfraktion in Sachen Außen-, Deutschland-, Verteidigungs-, Europa-, Entwicklungs- und Außenwirtschaftspolitik.
Marx war von 1965 bis 1985 (5. bis 10. Wahlperiode) Abgeordneter des Wahlkreises Pirmasens im Deutschen Bundestag. Dort war er Mitglied verschiedener Ausschüsse, so von 1965 bis 1982 Stellvertretendes beziehungsweise Ordentliches Mitglied des Verteidigungsausschusses; 1980 bis 1982 war er dessen Vorsitzender. Am 27. Oktober 1982 wurde er Nachfolger von Rainer Barzel als Vorsitzender des Auswärtigen Ausschusses und blieb in dieser Funktion, bis er am 12. Juli 1985 nach der Operation an einer Arterie verstarb. Sein Nachfolger wurde Hans Stercken.

## Bedeutung
In der Zeit der Regierung Brandt/Scheel gehörte Marx nach Aussage der Konrad-Adenauer-Stiftung zu den profiliertesten Politikern der Union, die sich mit der Ostpolitik der Regierung auseinandersetzten.